# Maison de la Durabilité
La Maison de la Durabilité (Haus der Nachhaltigkeit en allemand) se situe dans l'écart de Johanniskreuz (de) de la municipalité de Trippstadt et de la commune fusionnée de Kaiserslautern-Süd, dans l'arrondissement de Kaiserslautern et le Land de Rhénanie-Palatinat. Elle se trouve en plein cœur de la forêt palatine (Pfälzerwald), la partie allemande de la réserve de biosphère transfrontière des Vosges du Nord-Pfälzerwald.
Son objectif est de sensibiliser ses visiteurs, en particulier les adultes, au concept de la durabilité. Le projet, géré par le ministère de l'environnement et de la protection des consommateurs de Rhénanie-Palatinat, fait partie du réseau Effizienz-Netz Rheinland-Pfalz (EffNet), dont la mission est d'améliorer l'efficacité des ressources (en).

## Description
La Maison de la Durabilité est une maison moderne en bois et en argile d'origine locale, qui sert d'exemple d'habitat et de construction durables. Son électricité est produite grâce à une installation photovoltaïque tandis que son chauffage repose sur une chaudière à granulés de bois (pellets). Son approvisionnement en eau est assuré par l'eau de pluie. La forêt située à proximité est elle aussi une partie intégrante du concept.
La maison contient notamment une exposition offrant des suggestions pour un mode de vie et de construction écologique et sain. C'est son exposition principale. Étant donné que le bâtiment se trouve à relative proximité de la frontière franco-allemande, les informations sont présentées à la fois en allemand et en français. En outre, des semaines thématiques, des conférences et des cours sur le thème de la durabilité y sont également organisés.